# Banaresep Timur
Banaresep Timur is een bestuurslaag in het regentschap Sumenep van de provincie Oost-Java, Indonesië. Banaresep Timur telt 4004 inwoners (volkstelling 2010).